# 레오니다스 모라키스
레오니다스 모라키스(그리스어: Λεωνίδας Μωράκης)는 그리스의 사격 선수이다. 그는 아테네에서 열린 1896년 하계 올림픽에 참가했다.
모라키스는 자유권총 종목에 출전했으나 그의 점수는 알 수 없으며 4위에 올랐다는 것만 알 수 있다.